# Lanthes
Lanthes ist eine französische Gemeinde mit 255 Einwohnern (Stand: 1. Januar 2022) im Département Côte-d’Or in der Region Bourgogne-Franche-Comté (vor 2016 Bourgogne). Sie gehört zum Kanton Brazey-en-Plaine im Arrondissement Beaune.

## Lage
Lanthes liegt etwa 38 Kilometer südsüdöstlich von Dijon. Die Gemeinde grenzt im Norden an Pagny-le-Château, im Osten und Nordosten an Grosbois-lès-Tichey, im Osten an Bousselange, im Südosten an Pourlans, im Süden an Clux-Villeneuve, im Südwesten an Jallanges, im Westen an Seurre sowie im Nordwesten an Chamblanc.

## Bevölkerungsentwicklung
| Jahr                       | 1962 | 1968 | 1975 | 1982 | 1990 | 1999 | 2006 | 2011 | 2019 |
| -------------------------- | ---- | ---- | ---- | ---- | ---- | ---- | ---- | ---- | ---- |
| Einwohner                  | 173  | 134  | 110  | 188  | 204  | 180  | 231  | 247  | 250  |
| Quellen: Cassini und INSEE |      |      |      |      |      |      |      |      |      |

## Sehenswürdigkeiten

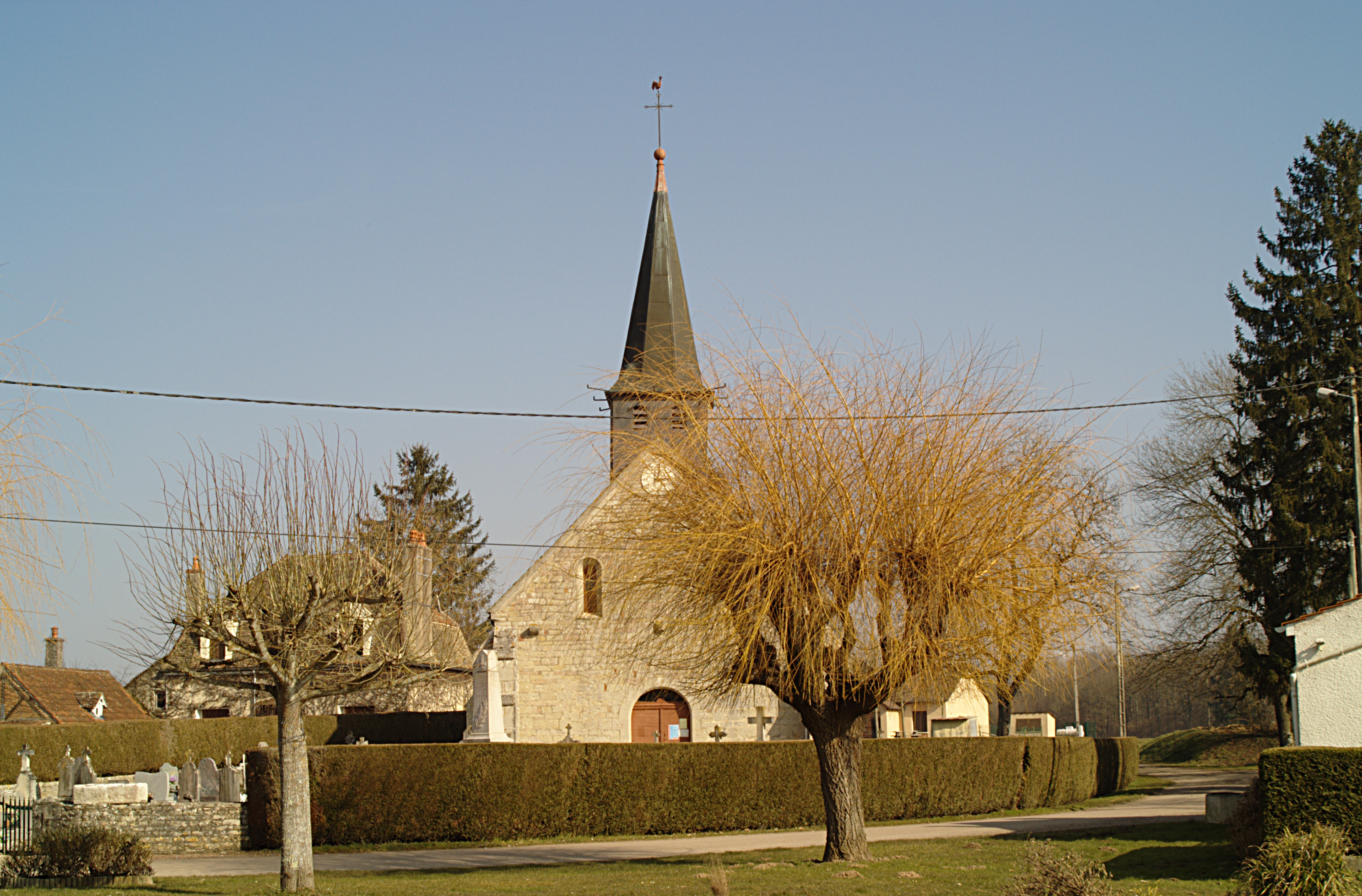
Kirche Sainte-Marie-Madeleine

- Kirche Sainte-Marie-Madeleine